# 飯塚雅弓のMEGA-TONスマイル
『飯塚雅弓のMEGA-TONスマイル』（いいづかまゆみのめがとんすまいる）は、1998年10月10日から2004年9月26日にかけてラジオ大阪をキーステーションに、RFラジオ日本ほかで放送されていたラジオ番組（1314 V-STATION）である。略称は「メガスマ」、「トンスマ」。

## 概要
飯塚雅弓をメインパーソナリティーに、彼女自身の近況や、リスナーのメッセージをもとに番組が進行した。番組の途中でアシスタントが登場して、一緒に番組を進行する箇所もあった。また、彼女の実家でアシスタントとともに、収録を行った回もある。

## 出演者

### パーソナリティ
- 飯塚雅弓

### アシスタント
- 那須めぐみ（ - 2000年9月）
- 電撃ブラザーズ（2000年10月 - 2001年3月）
- 深井真美（2001年1月 - 9月）
- 奈良沙緒理（2001年4月 - 9月）
- 折笠奈緒美（2001年10月 - 2003年3月）
- 田中理恵（2001年11月 - 12月）
- 仲西環（2003年4月 - 2004年9月）

## コーナー
オープニングレター
放送開始から、「それでは、オープニングレターから、いってみましょう」との掛け声の後、リスナーのメッセージを紹介し、コメントする。
独り言
飯塚がB塚ワルミ、H塚不二子などいった自身のオリジナルキャラに扮してしゃべる。
おかんに聞け

## ゲスト
- 千葉紗子 - 2003年4月6日放送分

## ネット局
| 放送対象地域 | 放送局        | 系列       | 放送時間                 | 放送期間                                                 |
| ------------ | ------------- | ---------- | ------------------------ | -------------------------------------------------------- |
| 近畿広域圏   | ラジオ大阪    | NRN        | 毎週土曜日 24:00 - 25:00 | 1998年10月10日 - 2002年3月30日 2002年10月12日 - 11月30日 |
| 近畿広域圏   | ラジオ大阪    | NRN        | 毎週土曜日 24:30 - 25:00 | 2002年12月7日 - 2003年3月29日                            |
| 近畿広域圏   | ラジオ大阪    | NRN        | 毎週日曜日 24:30 - 25:00 | 2003年4月6日 - 9月28日                                   |
| 近畿広域圏   | ラジオ大阪    | NRN        | 毎週日曜日 24:00 - 24:30 | 2003年10月5日 - 2004年3月28日                            |
| 近畿広域圏   | ラジオ大阪    | NRN        | 毎週月曜日 21:30 - 22:00 | 2004年4月5日 - 4月19日                                   |
| 近畿広域圏   | ラジオ大阪    | NRN        | 毎週日曜日 23:30 - 24:00 | 2004年4月25日 - 9月26日                                  |
| 神奈川県     | RFラジオ日本  | 独立系     | 毎週金曜日 25:00 - 26:00 | 2000年10月6日 - 2001年3月30日                            |
| 神奈川県     | RFラジオ日本  | 独立系     | 毎週火曜日 25:00 - 26:00 | 2001年4月10日 - 2002年4月2日                             |
| 神奈川県     | RFラジオ日本  | 独立系     | 毎週月曜日 26:30 - 27:00 | 2003年4月7日 - 2004年4月26日                             |
| 神奈川県     | RFラジオ日本  | 独立系     | 毎週木曜日 26:30 - 27:00 | 2004年5月6日 - 9月30日                                   |
| 石川県       | MRO北陸放送   | JRN・NRN系 | 毎週土曜日 22:00 - 22:30 | 2001年4月7日 - 9月30日                                   |
| 石川県       | MRO北陸放送   | JRN・NRN系 | 毎週土曜日 21:30 - 22:00 | 2001年10月6日 - 2002年3月23日                            |
| 福島県       | rfcラジオ福島 | JRN・NRN系 | 毎週木曜日 22:00 - 22:30 | 1999年10月 - 2000年1月                                   |
| 福島県       | rfcラジオ福島 | JRN・NRN系 | 毎週土曜日 24:00 - 24:30 | 2000年1月 - 4月                                          |
| 福島県       | rfcラジオ福島 | JRN・NRN系 | 毎週月曜日 20:30 - 21:00 | 2000年4月 - 10月1日                                      |
| 福島県       | rfcラジオ福島 | JRN・NRN系 | 毎週日曜日 23:00 - 23:30 | 2000年10月8日 - 2001年4月1日                             |

ラジオ大阪では2002年4月6日から10月5日まで休止し、『飯塚雅弓のやさしいチカラ』と『飯塚雅弓のberry-go-round』を放送。

## 主題歌
いずれも飯塚の楽曲が使用された。
「完ペキなスマイル」
作詞・作曲・編曲は長谷川智樹によるオープニングテーマ。
「聴かせてよ君の声」
作詞は飯塚雅弓、作曲は堂島孝平、編曲は鈴木"CHiBUN"智文によるオープニングテーマ。エンディングテーマとしても使用された。
「love letter」
作詞・作曲は大津美紀、編曲は十川知司によるエンディングテーマ。
「おやすみ」
作詞は飯塚雅弓、作曲はイズミカワソラ、編曲は加藤みちあきによるエンディングテーマ。

## 関連商品

### ラジオCD
| #   | タイトル                                                                                          | 作詞 | 作曲・編曲 |
| --- | ------------------------------------------------------------------------------------------------- | ---- | ---------- |
| 1.  | 「オープニングウラ話」(18gの謎!?)                                                                 |      |            |
| 2.  | 「飯塚雅弓のMEGA-TONスマイル 18g! スタート！」                                                    |      |            |
| 3.  | 「僕の！ 私の！ 2000年問題！(1)」                                                                 |      |            |
| 4.  | 「メガメガのうた」(歌：まーたん（飯塚雅弓）)                                                      |      |            |
| 5.  | 「ノストラダムコの世紀末だよ 全員集合！〜ダムオの逆襲〜」                                         |      |            |
| 6.  | 「那須めぐみのMEGU-TONスマイル」                                                                  |      |            |
| 7.  | 「僕の！ 私の！ 2000年問題！(2)」                                                                 |      |            |
| 8.  | 「A塚〜J塚座談会 in 熱海」                                                                        |      |            |
| 9.  | 「みんなの独り言〜熱海の宴会場ヴァージョン」(歌：Mega-Mega Girls with D塚アッシュ feat.ABCDFGHIJ) |      |            |
| 10. | 「まいたんの時間」                                                                                |      |            |
| 11. | 「飯塚雅弓のMEGA-TONスマイル 18g! エンディング」                                                  |      |            |
| 12. | 「イシバシ君ボイスサンプル集」                                                                    |      |            |
| 13. | 「お年玉トラック〜まいたん・新年のあいさつ〜（2000年1月1日に聴いてね♥）」                         |      |            |

| #   | タイトル                                                      | 作詞 | 作曲・編曲 |
| --- | ------------------------------------------------------------- | ---- | ---------- |
| 1.  | 「オープニングウラ話「36gの謎!?」」                           |      |            |
| 2.  | 「『飯塚雅弓のMEGA-TONスマイル！ 36g』スタート！」            |      |            |
| 3.  | 「〜メガスマの思い出 Part.1〜」                               |      |            |
| 4.  | 「ノストラダムコの21世紀だよ 全員集合！〜ダムオの復活〜」     |      |            |
| 5.  | 「折笠奈緒美のNAO-TONスマイル！」                             |      |            |
| 6.  | 「〜メガスマの思い出 Part.2〜」                               |      |            |
| 7.  | 「メガメガのうた〜MEGA-MIX〜」(歌：飯塚雅弓)                  |      |            |
| 8.  | 「ドラマ「Destiny,それは運命。」」                            |      |            |
| 9.  | 「塚キャラ全員集合！ゲーム大会」                              |      |            |
| 10. | 「まいたんの時間」                                            |      |            |
| 11. | 「『飯塚雅弓のMEGA-TONスマイル！ 36g』エンディング」          |      |            |
| 12. | 「ボーナストラック みんなでやってみよう！ M塚ハマーカラオケ」 |      |            |

| #   | タイトル                                                                     | 作詞 | 作曲・編曲 |
| --- | ---------------------------------------------------------------------------- | ---- | ---------- |
| 1.  | 「オープニング」                                                             |      |            |
| 2.  | 「まいたんのレコーディング密着レポート(1)」                                  |      |            |
| 3.  | 「禁断のバスタイム」                                                         |      |            |
| 4.  | 「「寝る前3分」あっと！ 軽井沢」                                             |      |            |
| 5.  | 「寝起きドッキリ！」                                                         |      |            |
| 6.  | 「まいたんのレコーディング密着レポート(2)」                                  |      |            |
| 7.  | 「番組OPテーマ「聴かせてよ君の声 liveあっと！軽井沢version」」(歌：飯塚雅弓) |      |            |
| 8.  | 「メガスマ愛の劇場「軽井沢夫人」」                                           |      |            |
| 9.  | 「番組EDテーマ「おやすみ liveあっと！軽井沢version」」(歌：飯塚雅弓)         |      |            |
| 10. | 「エンディング」                                                             |      |            |
| 11. | 「おまけ 飯塚雅弓の「もえたん」」                                            |      |            |

| #   | タイトル                                                                   | 作詞   | 作曲     | 編曲           |
| --- | -------------------------------------------------------------------------- | ------ | -------- | -------------- |
| 1.  | 「ミニドラマ〜ABCDの誕生〜」                                               |        |          |                |
| 2.  | 「OPENING」                                                                |        |          |                |
| 3.  | 「メガスマ5周年を振り返る」                                                |        |          |                |
| 4.  | 「めーみ・なおちゃん・たまちゃんの歴代アシスタント座談会」                 |        |          |                |
| 5.  | 「復活！ ノストラダムコ&イシバシ君」                                       |        |          |                |
| 6.  | 「MATANの「またんお逢いしましょう」」                                      |        |          |                |
| 7.  | 「MATAN DUET SONG「オメガネニカナイタイ」」(歌：MATAN（飯塚雅弓、仲西環）) | 諏訪勝 | 天野孝之 | あきづきかおる |
| 8.  | 「「N塚ひでかずの独り言」」                                                |        |          |                |
| 9.  | 「まいたんの時間」                                                         |        |          |                |
| 10. | 「ENDING……」                                                               |        |          |                |

### VHS
| タイトル                                          | 発売日        | 規格品番   |
| ------------------------------------------------- | ------------- | ---------- |
| ラジメンタリーVol.2「飯塚雅弓のMEGA-TONスマイル」 | 2000年1月21日 | KSVO-23792 |

### 書籍
- 飯塚雅弓のmega‐tonスタイル！（2001年、主婦の友社、ISBN 978-4072314104）